# Bouchardatia
Bouchardatia es un género con cuatro especies de plantas de flores perteneciente a la familia Rutaceae. 

## Especies seleccionadas
- Bouchardatia australia
- Bouchardatia australis
- Bouchardatia cyanosperma
- Bouchardatia neurococca